# Burg Liechtenstein
Die Burg Liechtenstein ist eine Gipfelburg in Maria Enzersdorf im Bezirk Mödling in Niederösterreich. Sie steht auf einem Felsrücken in einer Seehöhe von ca. 300 m ü. A. und wurde 1330 zum ersten Mal urkundlich erwähnt. Das Haus Liechtenstein, nach dem das von ihm begründete Fürstentum Liechtenstein benannt ist, hat dort seinen Stammsitz.
Der Stammvater des Adelsgeschlechts begann um 1130 mit der Errichtung der Burg. Im 13. Jahrhundert fiel sie an andere Familien, 1683 wurde sie bei der Zweiten Wiener Türkenbelagerung größtenteils zerstört. Die Fürsten von Liechtenstein kauften die Ruine 1808 zurück und restaurierten sie im Stil der Neoromanik. Seither ist sie im Besitz des Fürstenhauses Liechtenstein. Die Burganlage war Schauplatz in Film und Literatur und steht unter Denkmalschutz (Listeneintrag).

## Lagebeschreibung
Die Burg Liechtenstein steht südlich von Maria Enzersdorf am Rande des ehemaligen Liechtensteinischen Landschaftsparks in etwa 300 m ü. A. am Rande des Wienerwaldes im Naturpark Föhrenberge, etwa 75 Meter über dem Ortszentrum von Maria Enzersdorf. Sie ist auf einem äußerst schmalen Felsrücken nördlich des Kalenderberges errichtet, der in Ost-West-Richtung verläuft und aus dunklem (jedoch hell verwitterndem) Gutensteiner Kalk, Reichenhaller Rauhwacke und Steinalmkalk besteht.
Am Südfuße des Burgberges, in einer badenischen Konglomerat-Rinne am Nordostrand des Gaadener Beckens, steht das in späterer Zeit erbaute Schloss Liechtenstein.

## Geschichte

### Vorgeschichte

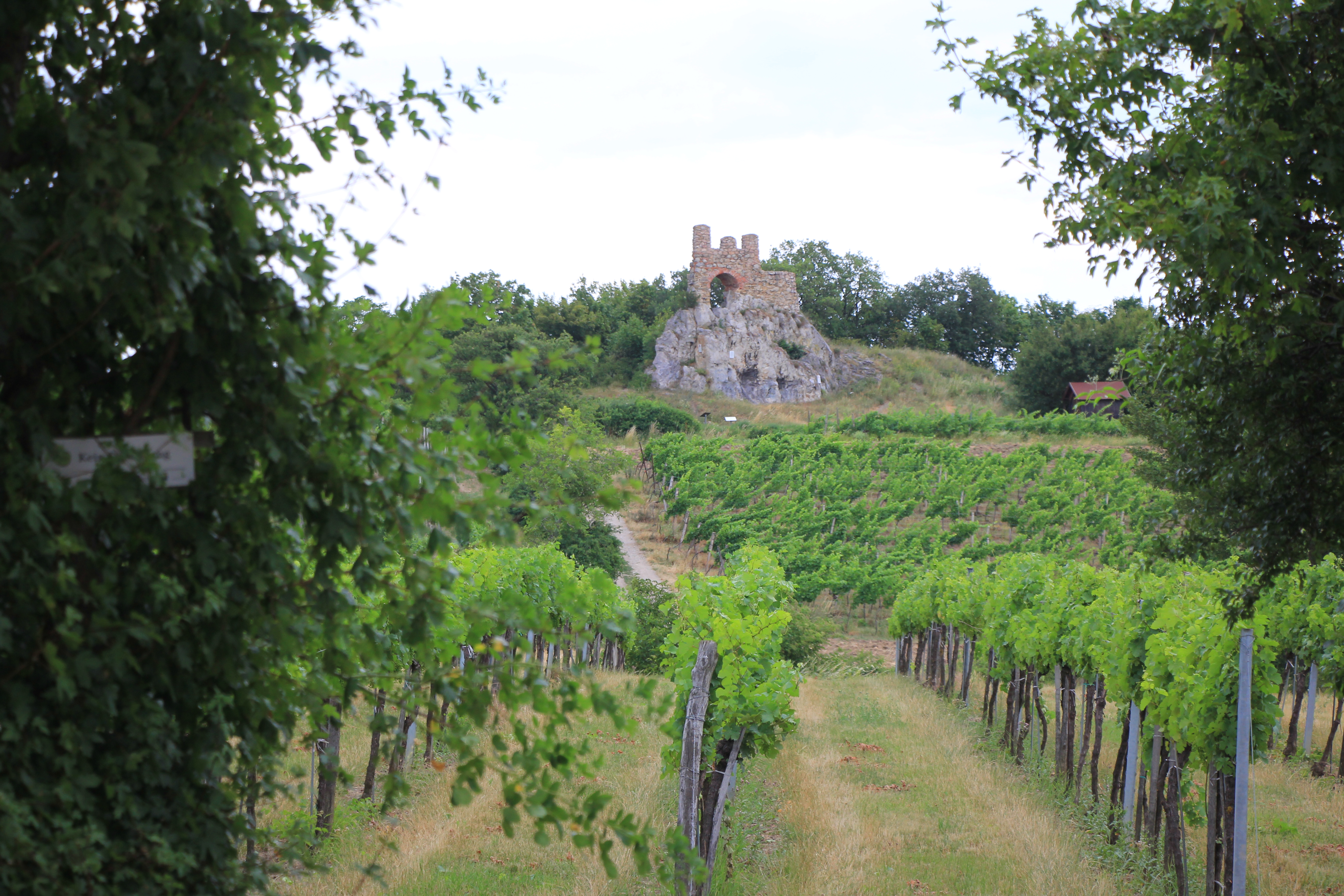
Rauchkogel mit heute künstlicher Ruine

Ab dem 11. Jahrhundert lag auf dem Großen Rauchkogel, etwa 600 Meter nordwestlich und 20 Meter höher als die heutige Anlage, eine kleine Holzburg auf einem Erdhügel. Dieser Hügel war von einem Wall sowie einem Graben umschlossen. Nach 1100 wurde die Anlage von den „Herren von Engilschalchesdorf“ (heute: Maria Enzersdorf) ausgebaut.

### Erbauungszeit

#### Hugo I. von Liechtenstein
Im Saalbuch des Stifts Klosterneuburg wird Hugo I. in den Jahren 1120/1130 bis 1143 sechsmal als Zeuge genannt, zudem einmal in jenem des Zisterzienserklosters Zwettl. Unter dem Namen „huc de lihtensteine“ tritt er dabei erstmals 1136 auf. Dreimal erscheint er als Ministeriale im Gefolge des Babenbergers Leopold IV., der zunächst Markgraf von Österreich und 1139–1141 auch Herzog von Bayern war. Vermutlich ist er identisch mit dem 1114 und 1122 genannten Hugo von Leuisdorf. Schloss Leesdorf liegt etwa 10 km südlich der Burg Liechtenstein bei Baden und war vermutlich sein erstes babenbergisches Lehen. Nahe dem historischen Zentrum von Baden liegt auch das Schloss Weikersdorf, ein weiterer Besitz Hugos, nach dem er ebenfalls einmal benannt wird. Damit lässt sich die Errichtung der Burg Liechtenstein in die Jahre zwischen 1122 und 1136, als Hugo I. sich zum ersten Mal nach ihr benannte, datieren. Es handelte sich wohl zunächst nur um einen steinernen Wohnturm mit Burgkapelle, der aber bereits im 12. Jahrhundert zu einer mehrgliedrigen Anlage ausgebaut wurde.
Hugo war einst als freier Gefolgsmann des Markgrafen Diepold III. von Vohburg und Cham (aus dem Hause der Diepoldinger-Rapotonen) nach Österreich gekommen und von diesem mit dem Markt Petronell – an der Donau zwischen Wien und Preßburg, nahe der damaligen Grenze zum Königreich Ungarn – belehnt worden. Dies geht aus einer Urkunde König Konrads III. vom Mai 1142 hervor, worin der König den Markt Petronell, den ihm Diepold als königlicher Lehnsnehmer zuvor zurückgegeben hatte, mit allem Zubehör nunmehr dem bisherigen Unterlehnsnehmer Hugo – ohne Zunamen –, seinem „Getreuen“ (fidelis), als freies Eigen übertrug. Zu Petronell gehörte neben der Burg Petronell umfangreicher Grundbesitz, der sich von der Donau bei Petronell bis zur Burg Rohrau an der Leitha im Süden erstreckte. Petronell und Rohrau wurden im Hochmittelalter zu Hauptsitzen der Liechtensteiner.
Markgraf Diepold III. besaß neben Vohburg an der Donau auch die Mark Cham und die Mark Nabburg an der Grenze zu Böhmen und erweiterte dort seine Herrschaft durch Landesausbau im Egerland. Außerdem besaß er Ländereien im Chiemgau und im Herzogtum Schwaben. Es ist unbekannt, aus welcher dieser Regionen Hugo stammte. Jedenfalls machte ihn Diepold mit der Belehnung von Petronell zu seinem Dienstmann und vermutlich bald danach erhielt er auch die babenbergischen Lehen Leesdorf und Weikersdorf bei Baden und schließlich das Gebiet um Maria Enzersdorf am Abhang des Wienerwaldes gegen das Wiener Becken, 45 km westlich von Petronell, wo er die Burg Liechtenstein erbaute. Sein damit bewirkter Eintritt auch in die Dienstmannschaft der Babenberger (und somit sein Übertritt vom Edelfreien zum Ministerialen) könnte durch die landesherrliche Genehmigung zum Bau der Burg Liechtenstein erkauft worden sein. Die nahe der älteren Burg auf dem Großen Rauchkogel von Hugo errichtete neue Burg dürfte daher auf Grund und Boden gebaut worden sein, den Hugo von den Babenbergern zu Lehen erhalten hatte. Die Burg Mödling, ganz in der Nähe der Burg Liechtenstein, war einst ein wichtiger Stützpunkt der Vohburger in Österreich gewesen, spätestens seit 1114 war sie aber im Besitz der Babenberger. Hinter jenem Hugo von Mödling, der nur einmal um 1140 im Traditionsbuch von Klosterneuburg genannt wird, verbirgt sich wohl ebenfalls der erste Liechtensteiner. Zuletzt wird Hugo aber mit dem Namen Hugo von Petronell erwähnt, da letzteres – anders als die Burg Liechtenstein – inzwischen kein Lehnsbesitz mehr war, der ihn zum Vasallen machte, sondern seit 1142 sein Eigenbesitz. Markgraf Diepold III., sein alter Gefährte und Gönner, starb 1146, im Jahr darauf heiratete seine Tochter den späteren Kaiser Friedrich Barbarossa. Hugo starb 1156.

#### Die frühe Burg
Die Burg bestand anfangs lediglich aus einem steinernen Wohnturm mit anschließender Burgkapelle. Die romanische Kapelle und einige, teilweise stark überarbeitete Mauern der unteren Geschoße sind noch erhalten. Die Burg wurde zunächst nach der hellen Färbung des Felsens („lichter Stein“) Lichtenstein benannt. Nach Errichtung der Burg benannte sich dieser Hugo nach ihr Hugo von Lichtenstein. Somit gilt er als Stammvater des Hauses Liechtenstein, dessen heutige Schreibweise erst später aufkam.
Die Burg Liechtenstein war Teil eines „Festungsgürtels“ aus mehreren Burganlagen, der am Ostrand des Wienerwaldes, der Thermenlinie, verlief, um Angriffe aus dem Osten abzuwehren. Außerdem war es Aufgabe der Burg, die Straße von Wien über Heiligenkreuz ins Triestingtal zu überwachen und zu schützen. Erstmals urkundlich erwähnt wurde die Burg als „haus ze Liechtenstain“ im Jahr 1330. Es ist jedoch nicht gesichert überliefert, ob die Burg damals noch im Besitz der Familie Liechtenstein war. Heinrich von Liechtenstein erhielt am 14. Jänner 1249 von Ottokar II. von Böhmen die Herrschaft Nikolsburg als Lehen. In der Folge verlagerten sich die Interessen der Familie Liechtenstein zunehmend nach Südmähren und in den Grenzraum zwischen Ostarrîchi (Geschichte Niederösterreichs im Mittelalter) und Südmähren. Ihre Stammburg Liechtenstein mit den Ländereien südlich von Wien (Mödling, Weikersdorf, Leesdorf) sowie nahe der ungarischen Grenze an der Donau (Petronell, Rohrau) verloren damit an Bedeutung.

### 1367 bis 1808

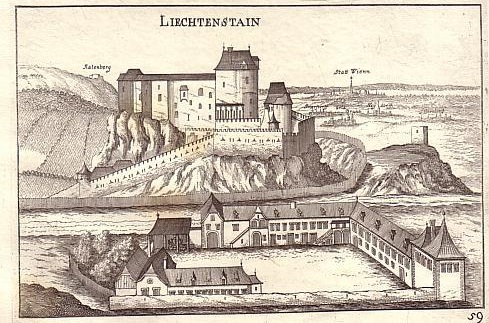
Kupferstich von Georg Matthäus Vischer aus dem Jahr 1672

Ob die Liechtensteiner ihre Stammburg an ihren Landesfürsten verloren oder verkauft haben, ist nicht bekannt. 1330 wird jedenfalls nur der Burggraf, nicht der Burgherr selbst erwähnt. Herzog Albrecht III. dürfte die Burg an die Herren von Walsee übergeben haben. 1267 wurde Ulrich de Pair als Verwalter der Burg genannt. Die Ehe der Dietmut von Liechtenstein-Rohrau mit Leutold von Stadeck könnte nach Dietmuts Tod 1295 zum Erbanfall der Herren von Stadeck geführt haben, welche die Burg weiter ausgebaut haben. Die Herren von Stadeck verpfändeten die Burg Liechtenstein und deren Güter 1384 an die Grafen Hermann und Wilhelm von Cilli. Unter Herzog Albrecht IV. wurde die Burg als „erledigtes“ Lehen wieder landesfürstlich. In seinem Auftrag besetzte der Söldnerführer Jan Holuberzi die Burg, heiratete die Witwe des ehemaligen Pflegers und übernahm auch die Pflegschaft.
Um das Jahr 1480 wurde die Burg Liechtenstein durch das Heer des ungarischen Königs Matthias Corvinus beschädigt. 1494 verkaufte Maximilian I. die Herrschaft Liechtenstein an die Brüder Sigmund und Heinrich Prüschenk, übergab sie jedoch schon sechs Jahre später an den ehemaligen Innsbrucker Zeugmeister Bartholomäus Freisleben. 1529 wurde die Burg erstmals durch osmanische Streifscharen im Zuge der ersten Wiener Türkenbelagerung erobert. Das Lehen ging 1533 nach der Belagerung an Georg Freisleben unter der Bedingung, die Burg wieder aufzubauen. Bis 1558 war die Burg in seinem Besitz. Der nächste Besitzer, Andreas Freiherr von Pögl, vereinigte die Herrschaft Liechtenstein mit seiner bisherigen Herrschaft Mödling. Aus einem Brief dieses Besitzers stammt eine Skizze der Burg. Da das Poststück mit dem 29. Dezember 1569 datiert ist, ist es die wohl älteste bekannte Darstellung der Burg. Sie zeigt die Wehrhaftigkeit nach dem Wiederaufbau und der Wiedergestaltung nach der Zerstörung durch die Osmanen im Jahr 1529.
Die beiden Herrschaften Liechtenstein und Mödling gelangten 1584 in den Besitz seines Schwagers Wilhelm von Hofkirchen. 1592 kamen sie in die Pfandleihe von Graf Hans Khevenhüller, Freiherrn zu Aichelberg. Er übergab die Burg und die anderen Güter in die Verwaltung von Georg Wiesing. Dieser errichtete am Fuße des Burgberges einen Gutshof, der auf dem Grundstück des heutigen Schlosses Liechtenstein stand. Die Burg selbst dürfte damals bereits nicht mehr bewohnbar gewesen sein. Beim Einfall der Siebenbürgener Woiwoden unter der Führung von Stefan Bocskay wurde die Burg abermals beschädigt. Notdürftige Renovierungen konnten den weiteren Verfall nicht aufhalten. 1613 gelangte die bisherige Pfandherrschaft in das freie Eigen der Familie Khevenhüller. Trotz ihres ruinösen Zustandes wurde die Burg noch 1683 im Rahmen der zweiten Wiener Türkenbelagerung als „wehrhafter Zufluchtsort“ bezeichnet. Auf dem Stich von Georg Matthäus Vischer aus dem Jahr 1672 ist eine weitgehend intakte Burg dargestellt. Die Osmanen zerstörten die Burg bei der zweiten Wiener Türkenbelagerung 1683 beinahe endgültig und hinterließen eine Ruine. 1684 erwarb die Familie von Waffenberg die Ruine samt Herrschaft. 1777 gelangte sie in den Besitz von Josef von Penkler. Er führte erste Sicherungsmaßnahmen durch und ließ das Objekt 1779 durch Treppen und Gänge zugänglich machen. 1799 gelangte die Ruine in den Besitz von Stanislaus Fürst von Poniatowski, einem Neffen des letzten polnischen Königs Stanislaus II. August Poniatowski.

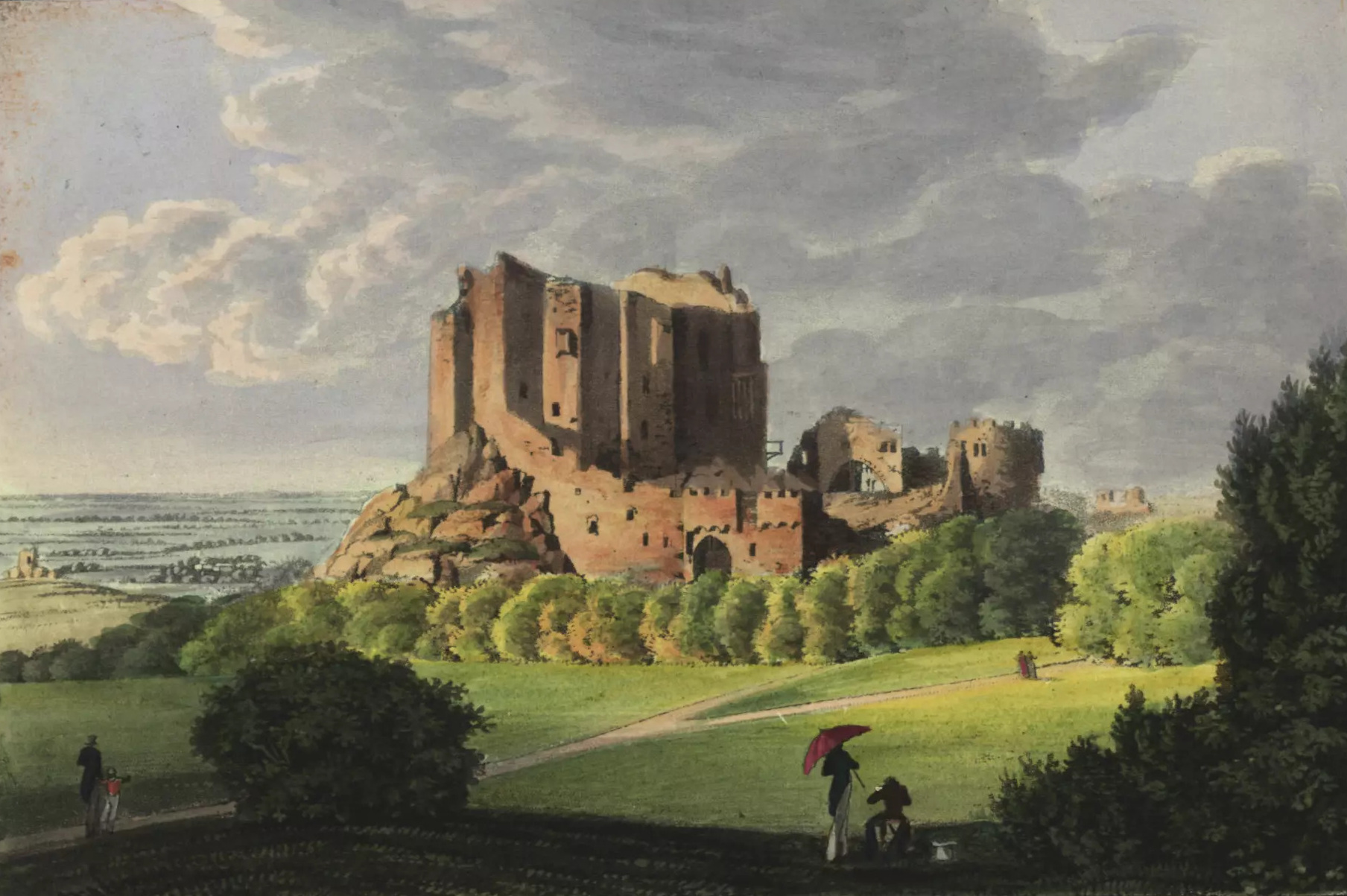
Burg Liechtenstein, 1825

### Burg im Besitz der Familie Liechtenstein

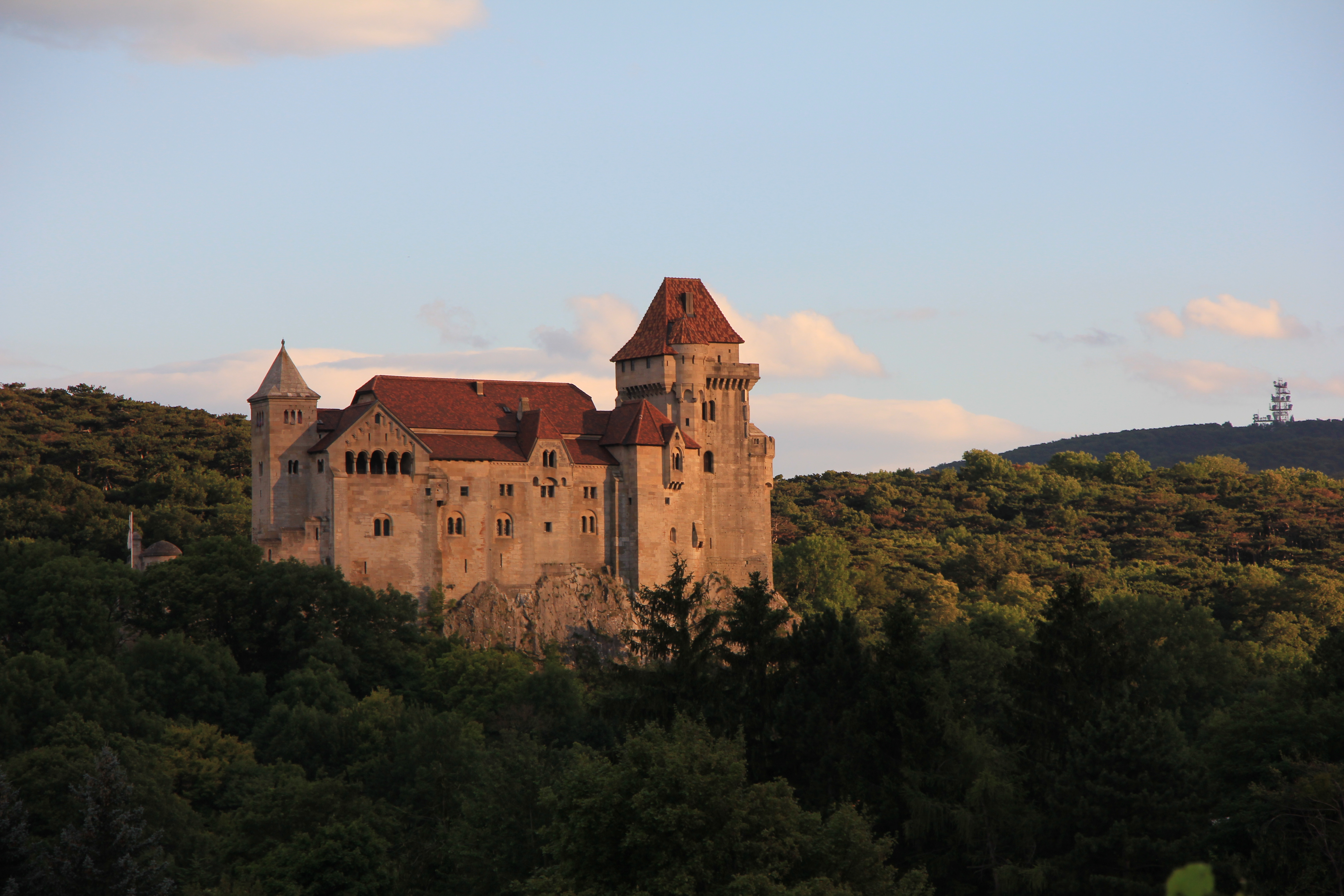
Nordansicht der Burg

Das Haus Liechtenstein hatte im frühen 17. Jahrhundert die Reichsfürstenwürde erlangt. Im frühen 18. Jahrhundert gelang ihm der Erwerb zweier reichsunmittelbarer Territorien, der  Grafschaft Vaduz und der Herrschaft Schellenberg, die fortan als Fürstentum Liechtenstein ein eigenständiges Herrschaftsgebiet bildeten. 1808 kaufte Fürst Johann I. von und zu Liechtenstein den Stammsitz seiner Vorfahren und die Burg Mödling inklusive Herrschaften. Er errichtete in den Jahren 1820 bis 1821 unterhalb der Burg das heute als Seniorenresidenz genutzte Schloss. In den darauffolgenden Jahren ließ er den Landschaftspark rings um die Ruine als romantischen Landschaftsgarten ausgestalten und baute mehrere künstliche Ruinen. 1808 bis 1816 wurden erste Restaurierungsmaßnahmen durch den Architekten Joseph Hardtmuth vorgenommen. So wurden ein Rittersaal und ein Burgverlies eingebaut. Außerdem wurde die Kapelle wieder benutzbar gemacht. Nachdem Fürstin Franziska und Fürst Johann II. von Liechtenstein bereits die 1870 erworbene Burg Wartenstein historistisch hatten restaurieren lassen, wurden 1884 die Bauarbeiten auch auf Liechtenstein wieder aufgenommen und dem Wiener Architekten Carl Gangolf Kayser, der gleichzeitig die Burg Kreuzenstein im Auftrag des Grafen Johann Nepomuk Wilczek aufbaute, anvertraut. Kayser führte die Restaurierungsarbeiten unter größtmöglicher Schonung der erhaltenen Bauteile aus und schenkte der Wahrung der inneren Raumgliederung besonderes Augenmerk. Von ihm stammt auch eine exakte Beschreibung der vorhandenen Bauelemente und Räume, also der historischen Elemente. Inmitten dieser Arbeiten verstarb Kayser 1885. Mit der Fortsetzung wurde, wie auf Burg Kreuzenstein, der Architekt Humbert Walcher Ritter von Moltheim betraut. Die Restaurierung wurde, ab 1899 unter Beiziehung Egon Rheinbergers für die Innengestaltung, 1903 vollendet. Man versuchte zwar mit umfangreichen Bauarbeiten der Burg wieder ihr mittelalterliches Aussehen zu geben, doch veränderte man die Raumanordnung und die Geschoßhöhen. Der Bergfried wurde ab dem zweiten Stock völlig neu gestaltet und im Stil des Historismus ausgebaut. Der ursprüngliche Turm war deutlich niedriger. Neben ihm legte man ein modernes Treppenhaus an. Die alte Pankratiuskapelle, die noch großteils erhalten war, wurde instand gesetzt. Bei der Restaurierung wurden zahlreiche mittelalterliche und frühneuzeitliche Spolien und Figuren aus dem Besitz der Familie Liechtenstein sowie von der Burg Kreuzenstein verwendet. Trotz der umfangreichen Investitionen war die Burg Liechtenstein – ähnlich wie Kreuzenstein – nicht mehr für Wohnzwecke vorgesehen, sondern als bauliche Dokumentation des Mittelalters bestimmt.
1945 lag die Burg in der Hauptkampflinie des Zweiten Weltkrieges und wurde dabei und in der Zeit der sowjetischen Besatzung schwer beschädigt. Die Inneneinrichtung und das Archiv wurden geplündert und beschädigt. Später wurde sie den Pfadfindern übergeben, die sich um die Restaurierung kümmerten und darin ein Jugendzentrum einrichteten. Die Anlage, die die Stilrichtungen Romanik und Historismus vereint, wurde in den Jahren 1949 bis 1953 restauriert. Von 1960 bis 2007 wurde die Burg von der Marktgemeinde Maria Enzersdorf verwaltet und als Heimstätte der Maria Enzersdorfer Pfadfinder und ab 1995 als Weinbaumuseum genutzt. Da die Renovierung der Burg für die Gemeinde Maria Enzersdorf nicht finanzierbar war, wurde der Pachtvertrag 2007 gelöst.

### Heutige Nutzung

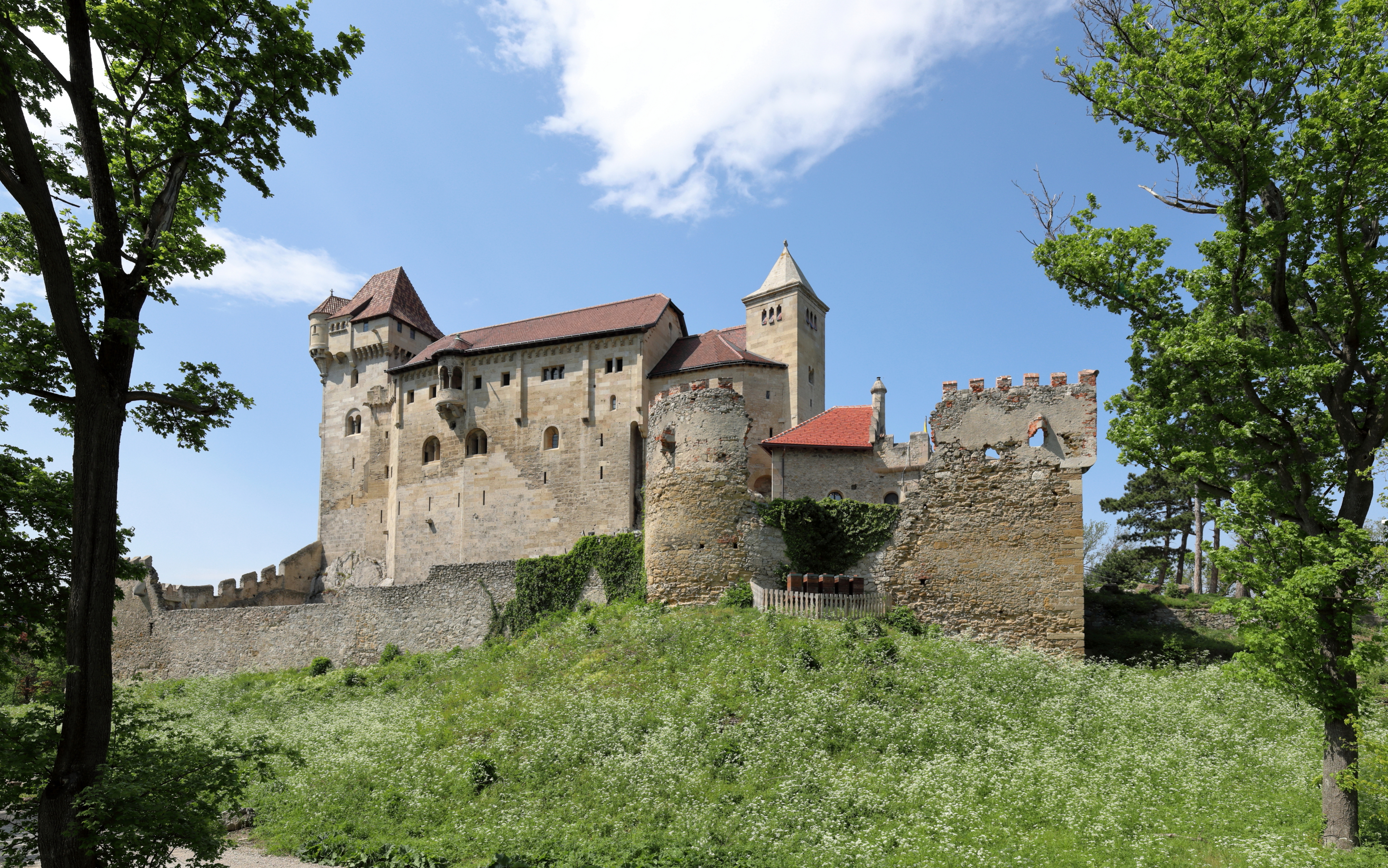
Heutige Ansicht der Burg

Die Burg war von 2007 bis 2009 wegen Baumängeln aus Sicherheitsgründen gesperrt. In den Jahren 2008 und 2009 wurde sie renoviert und erhielt ein neues Dach. Die Burg ist seit dem Frühjahr 2010 wieder öffentlich zugänglich.
Von 1983 bis 2012 fanden alljährlich im Burghof (ab 2007 an der westlichen Burgmauer) die unter Leitung von Elfriede Ott veranstalteten Nestroy-Festspiele statt. Verwaltet wird die Burg seit 2007 durch den Guts- und Forstbetrieb Wilfersdorf der Stiftung Fürst Liechtenstein. Es werden zwischen März und Oktober täglich Führungen angeboten.

## Architektur

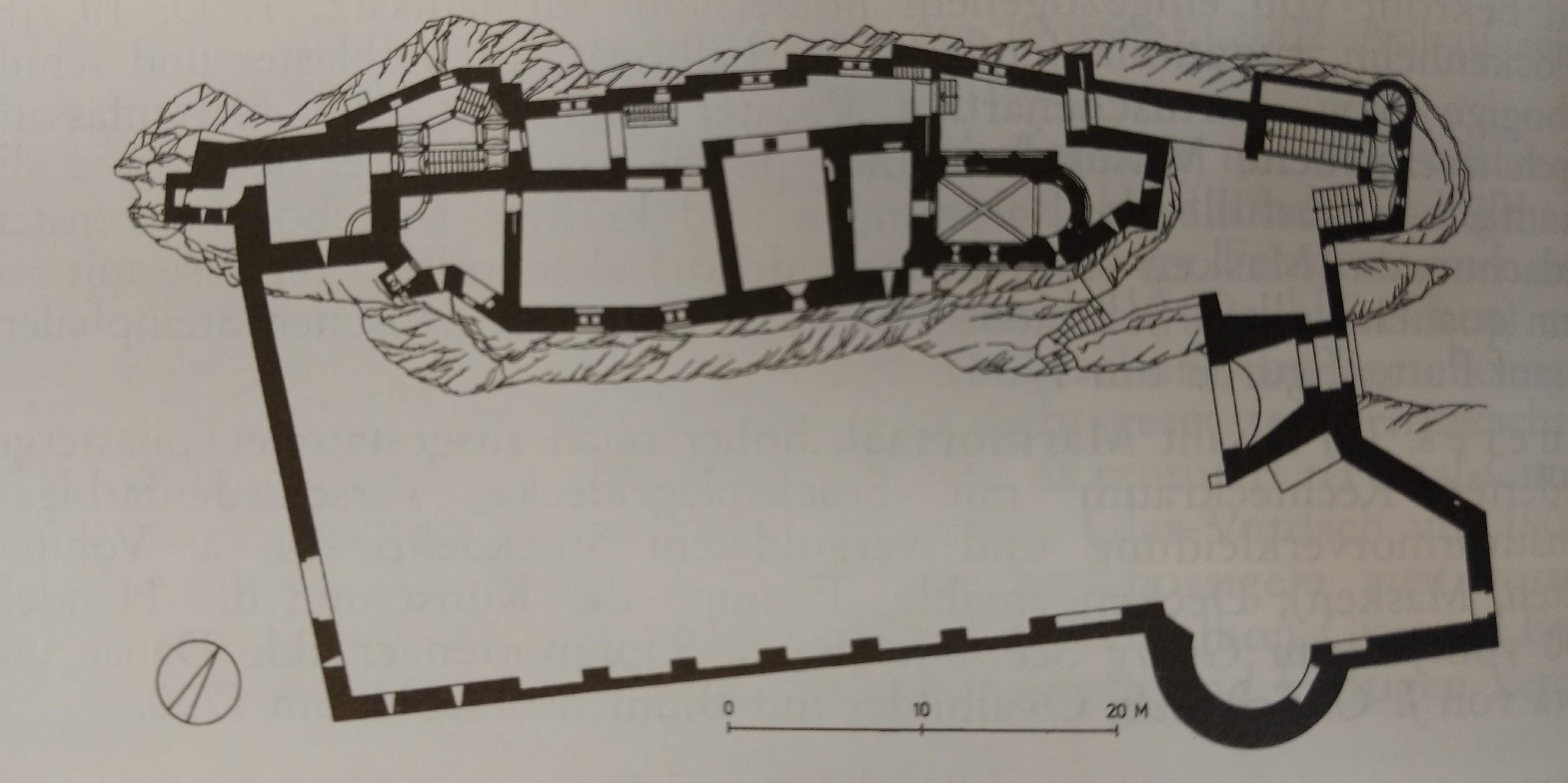
Grundriss der Burganlage auf Höhe des ersten Obergeschoßes

Die Burg Liechtenstein ist eine weithin sichtbare, hoch aufragende romanische Gipfelburg, die bis ins 17. Jahrhundert mehrfach verändert und erweitert wurde. Nach der Zerstörung großer Teile der Anlage wurde die Burg ab dem 19. Jahrhundert unter Einbeziehung der mittelalterlichen Reste rekonstruiert und erweitert. An der Südostseite schließt ein langgestreckter, ummauerter Burghof an die Kernburg an.

### Befestigungen

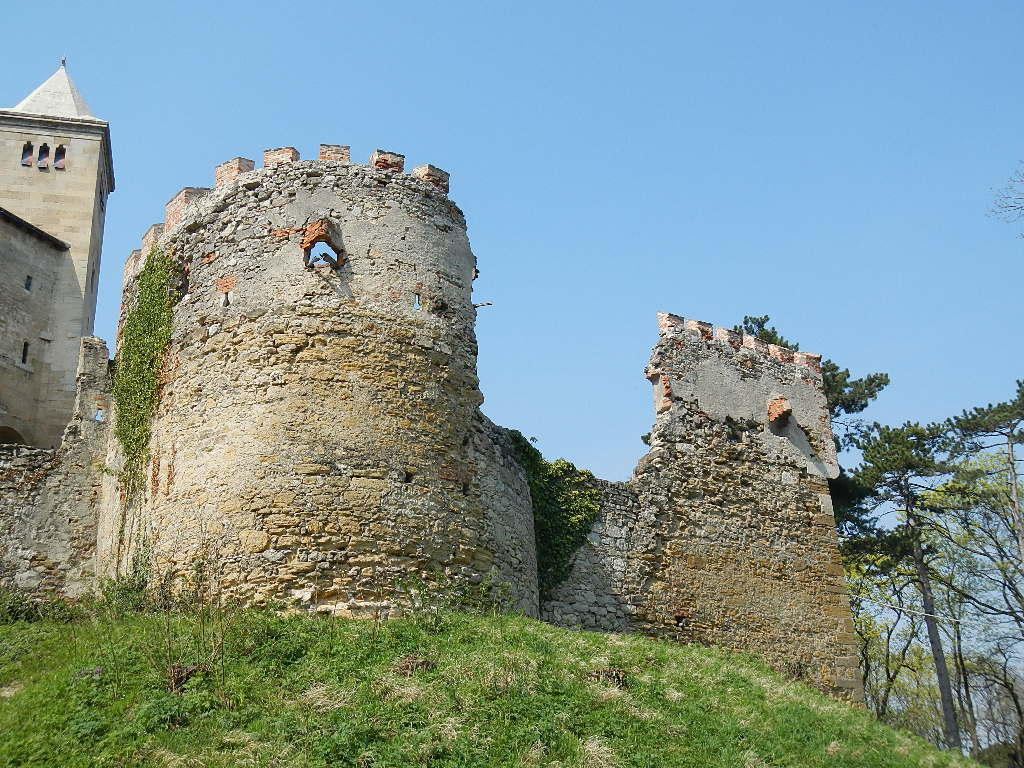
Teil der Befestigungsanlagen

Im Süden, unterhalb des Felssporns, erstreckt sich über die ganze Länge der Burg ein langer, annähernd rechteckiger Burghof mit Umfassungsmauern. Die äußere Ringmauer weist einen innen verlaufenden bzw. an der Westseite vorkragenden Wehrgang auf. Diese Mauer wurde im 14. sowie im 16. Jahrhundert nachträglich verstärkt bzw. doubliert. Dabei wurden teilweise Zinnen, Schlüssel- und Schlitzscharten sowie Wehrnasen geschaffen. Um 1900 wurde diese Wehrmauer zum Teil wieder aufgebaut bzw. rekonstruiert. Der östliche Teil eines Rondells aus dem 16. Jahrhundert im Süden wurde um 1900 erneuert. An der Westseite befindet sich der ehemalige Zugang zur Burg, ein gotisches Spitzbogenportal aus dem 15. mit einem vorkragenden Wehrgang aus dem 16. Jahrhundert. Ein annähernd rechteckiger zweiter Torbau an der Ostseite der Burg stammt großteils aus dem 15. und 16. Jahrhundert. Die Portale sind spitzbogenförmig, die Tordurchfahrt ist tonnengewölbt. Das Torgebäude wurde um 1900 rekonstruiert. Im Burghof steht ein ehemaliger Grenzstein mit der Jahreszahl „1669“. Östlich der Burg wurde um 1900 eine Art Vorwerk errichtet, das heutige Zugangsportal. Es wurde in der Gestaltung dem Bering im Osten angeglichen. An der Befestigungsmauer sind Maschikuli und Ecktreppenerker zum Wehrgang angebaut.

### Burggebäude
Das Burggebäude besteht aus romanischem Quadermauerwerk, das im 19. Jahrhundert stark überarbeitet, teilweise ausgewechselt oder überputzt wurde. Manche mittelalterlichen Architekturteile wurden übergangen bzw. ergänzt. Dabei wurden neue Portal- und Fensterausbrüche geschaffen. Das dreigeschoßige Burggebäude ist eine mächtige, langgestreckte und hochaufragende kompakte Anlage, die in Höhe, Breite und Dachform auf die Topografie und die Felsform Bezug nimmt. An der Westspitze schließt der Bergfried an das Burggebäude an, an der Ostseite eine Art Torturm. Die abwechslungsreich gestaltete Silhouette ist durch die um 1900 in der Dachzone als eigene Baukörper definierten Bauteile bestimmt: die Südostseite, der Kapellentrakt im Osten sowie der Palas- bzw. Wohnturmbereich. Sie sind jeweils durch ein Schopfwalmdach aus der Zeit um 1900 von den anderen Bauteilen abgesetzt. Die Fenster sind im Verhältnis zur Großflächigkeit der Fassade relativ klein und sparsam in Form von Schlitzscharten, Zwillingsfenstern oder mit abschließendem Rundbogenfries ausgeführt. Der Palas ist durch einen massigen, in Arkaden geöffneten Runderker, der auf mächtigen figuralen Konsolen unter der Traufe ruht, akzentuiert. Den Übergang zwischen Palas und Bergfried bildet ein unregelmäßig dreiseitiger Bau, der durch einen vorkragenden Zinnenkranz abgesetzt ist. In diesem Bereich der südlichen Fassade gibt es einen Aborterker. Die Nordwestseite ist von Vor- und Rücksprüngen der Fassade und verschieden gestalteten Fensteröffnungen, Fensterformen sowie Giebeln geprägt.

### Torturm
An der schmalen Nordostseite schließt ein hoch aufragender, annähernd quadratischer Torturm mit steinernem Pyramidenhelm, der von einem Steinkreuz bekrönt wird, an das Burggebäude an. Er ist der niedrigeren romanischen Kapelle im Nordwesten vorgestellt und überbaut diese im Apsisbereich. Im unteren Bereich ist das Mauerwerk romanisch und weist tiefe rundbogige Schlitzfenster auf. Der frei aufragende Bereich entstand um 1900 und hat Zwillingsfenster sowie vier figürliche romanisierende Reliefs. Seitlich des Torturmes befindet sich ein niedrigerer Torbau unter einem Halbwalmdach. Das Rundbogenportal des ehemaligen Hocheinstiegs weist einen eisenbeschlagenen Torflügel aus dem Mittelalter auf. Über eine um 1900 errichtete lange Treppenanlage ist der Torturm erreichbar. Im Inneren führt sie zur Kapelle. Heute bildet diese Toranlage mit einer Holzdecke sowie spätmittelalterlichen Unterzügen und Zwillingsfenstern eine Art Vorhalle für die Kapelle. Durch ein Rundbogenportal gelangt man in den schmalen nordöstlichen Erschließungsgang, der früher ein Wehrgang war. Im obersten Geschoß ist der Torturm als Loggia gestaltet. Im Untergeschoß, in das man durch einen Zugang rechts neben dem Torturm gelangt, befindet sich ein ehemaliger Torzwinger, in den man durch ein schmales, um 1900 entstandenes, Rundbogenportal gelangt. Der Zwinger erhielt ebenfalls um 1900 ein Segmentbogentonnengewölbe.

### Burgkapelle

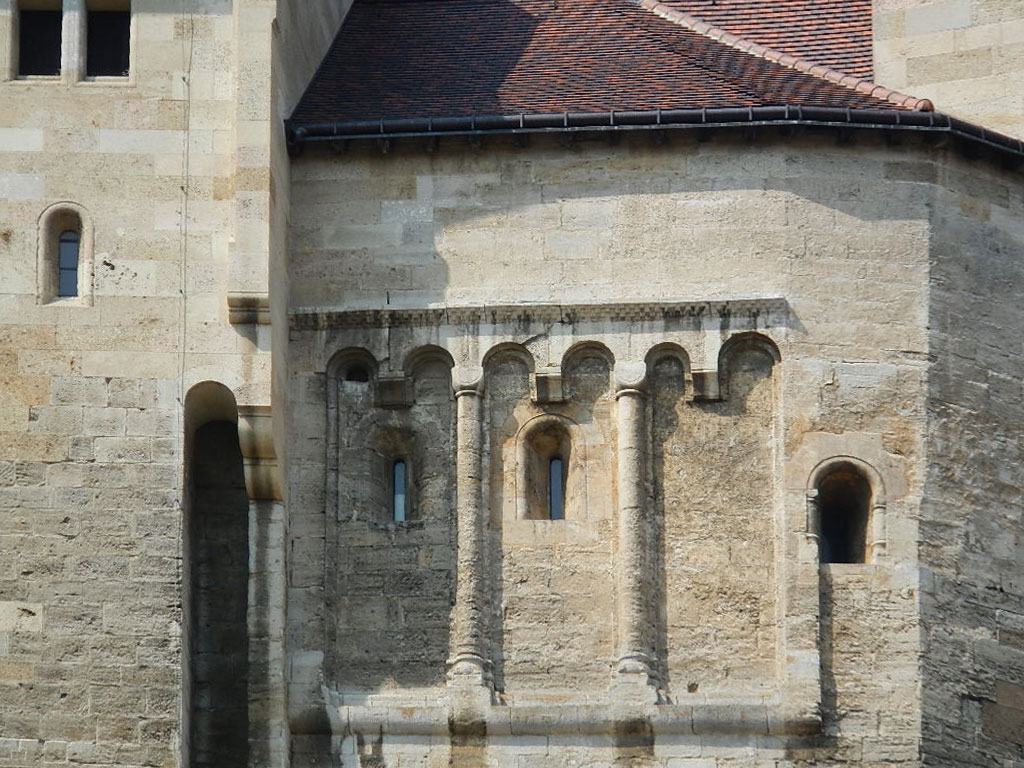
Außenansicht der Kapelle

Die Burgkapelle ist dem heiligen Pankratius geweiht; sie schließt östlich an den Wohnturm an.
Ursprünglich stand die Kapelle an drei Seiten frei. Im Bereich der Apsis war sie bis etwa 1220 vom Chorturm überbaut. Sie ist ein längsrechteckiger romanischer Saalbau, der zwischen 1170 und 1180 errichtet wurde. Die Halbkreisapsis ist eingezogen und durch Halbsäulen mit Würfelkapitellen sowie einen kräftigen Rundbogenfries und einen Zahnschnittfries gegliedert. Die Architekturdetails wurden teilweise am Ende des 19. Jahrhunderts stark überarbeitet bzw. erneuert. An der Südseite sind zwei schmale Rundbogenfenster in einer Trichterlaibung. An der Nordseite der Kapelle befindet sich ein Rechteckportal in Rundbogenrahmung mit Viertelsäulen und Würfelkapitellen.
Das Bandrippengewölbe der Kapelle ruht in den Ecken des Saalraumes auf Halbsäulen mit Würfelkapitellen. Ein rundbogiger Triumphbogen mit Viertelsäulen und einem Rundwulst trennt den Saalraum von der um eine Stufe erhöhten Apsis. Die ehemalige Empore im Westen der Kapelle ist durch eine rundbogige Öffnung vom ehemaligen Wohnturm aus begehbar. Ihre geschnitzte Holzbrüstung aus dem 14. Jahrhundert stammt aus Italien.
Die Ausstattung besteht aus einem steinernen Altar sowie einem Kalkstein-Relief an der Westwand der Kapelle, das den Schmerzensmann darstellt. Das Relief ist im Stil der Venezianischen Gotik ausgeführt und stammt aus der ersten Hälfte des 15. Jahrhunderts.

### Ehemaliger Wohnturm
Der ehemalige Wohnturm wurde zwischen 1170 und 1180 errichtet. Er schließt im Westen an die Burgkapelle an und ist seit den Umbauarbeiten im 19. Jahrhundert nicht mehr als eigenständiger Teil der Burganlage erkennbar. Der dreigeschoßige Gebäudeteil hat einen rechteckigen Grundriss und Schlitzfenster. Das romanische Mauerwerk der Zisterne im Untergeschoß wurde großteils nicht überarbeitet, im ersten Obergeschoß verschwanden die originalen Mauern hinter den um 1900 eingezogenen Zwischenwänden.

### Erschließungsgang
Der ehemalige schmale lange, dreigeschoßige Wehrgang, der heutige Erschließungsgang, verbindet nordseitig den Palas in der gesamten Länge auf allen Geschoßebenen. Durch eine schmale Treppe sind die Gänge in den Geschoßen miteinander verbunden. Im ersten Obergeschoß ist der Erschließungsgang durch zwei um 1900 eingebaute Rundbogenportale in zwei Abschnitte unterteilt, im zweiten Obergeschoß hängt ein qualitätsvolles Marmorrelief des heiligen Hieronymus vom ersten Viertel des 15. Jahrhunderts aus Salzburg. Der Wehrgang weist auf Höhe des Untergeschoßes Schlitzscharten auf.

### Palas

#### Untergeschoß
Das Untergeschoß des Palas ist teilweise in den Felsen gebaut. Der Zugang erfolgt durch ein um 1900 angelegtes Rundbogenportal seitlich des Torturmes. Die ehemalige Küche ist ein niedrigerer rechteckiger Raum, der durch eingestellte Rundbogenwände über massiven Basen dreigeteilt ist, die westliche Rundbogenwand ist mittelalterlich. Die beiden östlichen Wände wurden nach dem Vorbild der mittelalterlichen Zwischenwand eingezogen und beide Abschnitte mit Längstonnengewölben versehen. Der unregelmäßig dreiseitig geschlossene Teil, der ehemalige Außenbereich, hat eine mittelalterliche Holzbalkendecke und einen gemauerten Kamin.

#### Erstes Obergeschoß
Der rechteckige „Knappensaal“ wurde durch zwei Rundbögen auf einer neuromanischen Mittelsäule zum ehemaligen Wehrgang hin geöffnet und trägt ein ornamental-figural beschnitztes Holztonnengewölbe vom Ende des 19. Jahrhunderts mit geringen Resten von Malerei, das auf vermutlich mittelalterlichen Steinkonsolen ruht. Im Knappensaal befindet sich ein Relief des heiligen Georg im Stil der Venezianischen Gotik aus dem 15. Jahrhundert.
Der „Saal“ ist ein querrechteckiger, durch Zwillingsfenster belichteter Raum mit Holzbalkendecke aus den Jahren um 1900. Im Westen schließt sich die „Kemenate“ an, ein kleiner Raum mit unregelmäßigem Grundriss. Der Kamin ist teilweise mittelalterlich und wurde um 1900 ergänzt. Von der Kemenate aus gelangt man zum Aborterker.

#### Zweites Obergeschoß
Alle ehemaligen Wohnräume tragen Holztramdecken, die teilweise mit Schnitzdekor versehen sind. Sie wurden unter Verwendung mittelalterlicher Teile um 1900 wiederhergestellt. In diesem Stockwerk befinden sich zahlreiche oberitalienische Reliefs aus der Zeit vom 13. bis zum 15. Jahrhundert, unter anderem die Darstellung einer Thronenden Madonna, die vermutlich aus der Toskana stammt. Außerdem gibt es zwei Marmorreliefs mit den Heiligen Pantaleon und Erzengel Michael. Auf zwei Rundreliefs sind zwei Greifvogeldarstellungen zu sehen.

#### Herrenstiege
Die um 1900 geschaffene Herrenstiege ist eine repräsentative dreiläufige Pfeilerstiege im Westen zwischen dem Palas und dem Bergfried über einem unregelmäßigen, fünfeckigen Grundriss. Sie hat einen offenen Mittelschacht und eine hohe Steinbrüstung mit steinernem Handlauf. Das Stiegenhaus ist platzlgewölbt. Die reliefierten Kapitelle und die Konsole wurden teilweise wiederverwendet und um 1900 ergänzt. Sie stammen teilweise aus Italien.

### Bergfried

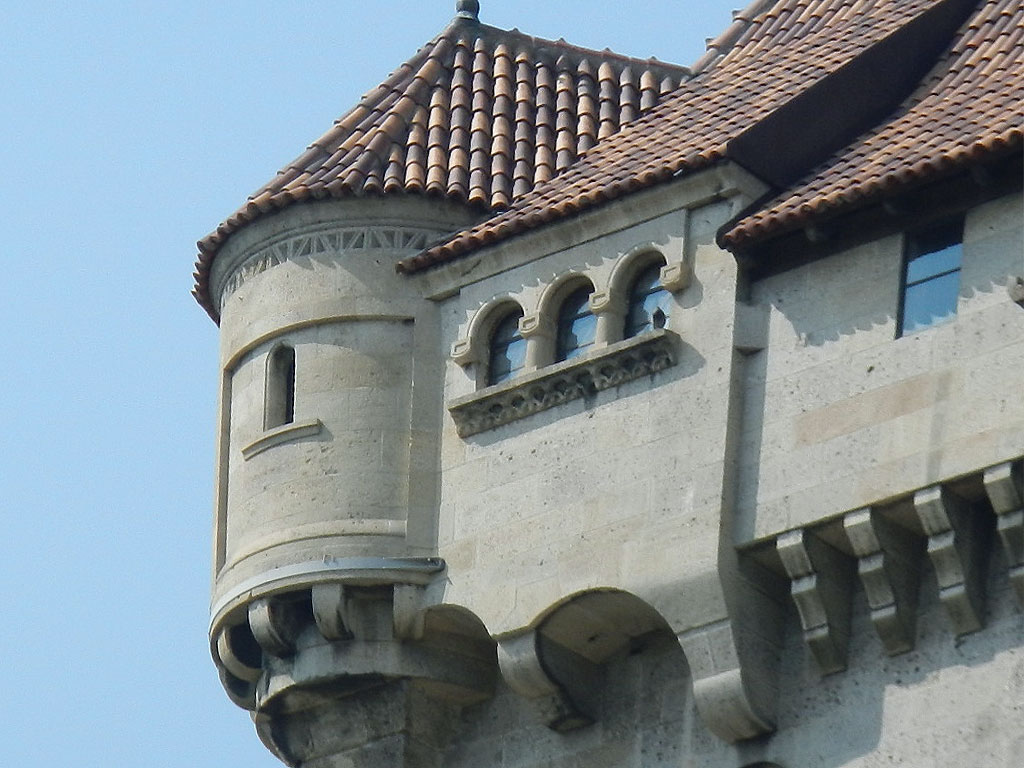
Detailansicht des Bergfrieds

Der Bergfried stand ursprünglich frei und im Verband mit dem Bering. Der fünfgeschoßige Turm hat einen rechteckigen Grundriss. Die untersten beiden Stockwerke sind aus romanischem Quadermauerwerk mit Schlitzfenstern aus der ersten Hälfte des 13. Jahrhunderts. Die höher gelegenen Geschoße haben neuromanische Zwillingsfenster. Der Bergfried wurde um 1900 hochaufragend und im oberen Bereich differenziert und markant gestaltet und mit einem Keildach bekrönt. Im obersten Stockwerk hat er einen vorkragenden Außengang auf Konsolen und einen Eckrunderker, dem im Südwesten ein niedrigerer, schmaler, in der Kernsubstanz romanischer und um 1900 wieder errichteter Vorbau vorgelagert ist und der in früherer Zeit als Fluchtgang verwendet wurde.
Im Untergeschoß und im ersten Obergeschoß ist das erste Ziegelmuseum Niederösterreichs untergebracht. Im sogenannten Roten Kaminzimmer im zweiten Obergeschoß befinden sich ein steinerner Kamin sowie norditalienische Löwenfiguren aus dem 13. Jahrhundert. Ein gotisches Relief der heiligen Agnes auf dem Abzug wurde in der ersten Hälfte des 15. Jahrhunderts in Norditalien geschaffen. Eine um 1900 eingestellte gewendelte und beschnitzte Holztreppe führt zum dritten Obergeschoß mit dem „Turmzimmer“ mit einer Holztramdecke, die auf steinernen Konsolen aus dem 14. oder 15. Jahrhundert ruht. Im Raum steht ein massiver Steinkamin. Über eine seitlich gelegene Wendeltreppe gelangt man in die „Turmstube“ im vierten Obergeschoß mit einer Holzbalkendecke mit Resten von Malereien und einem überkuppelten Runderkervorbau. Auch im vierten Obergeschoß steht ein steinerner Kamin.

## Bauten der Liechtensteiner in der Umgebung

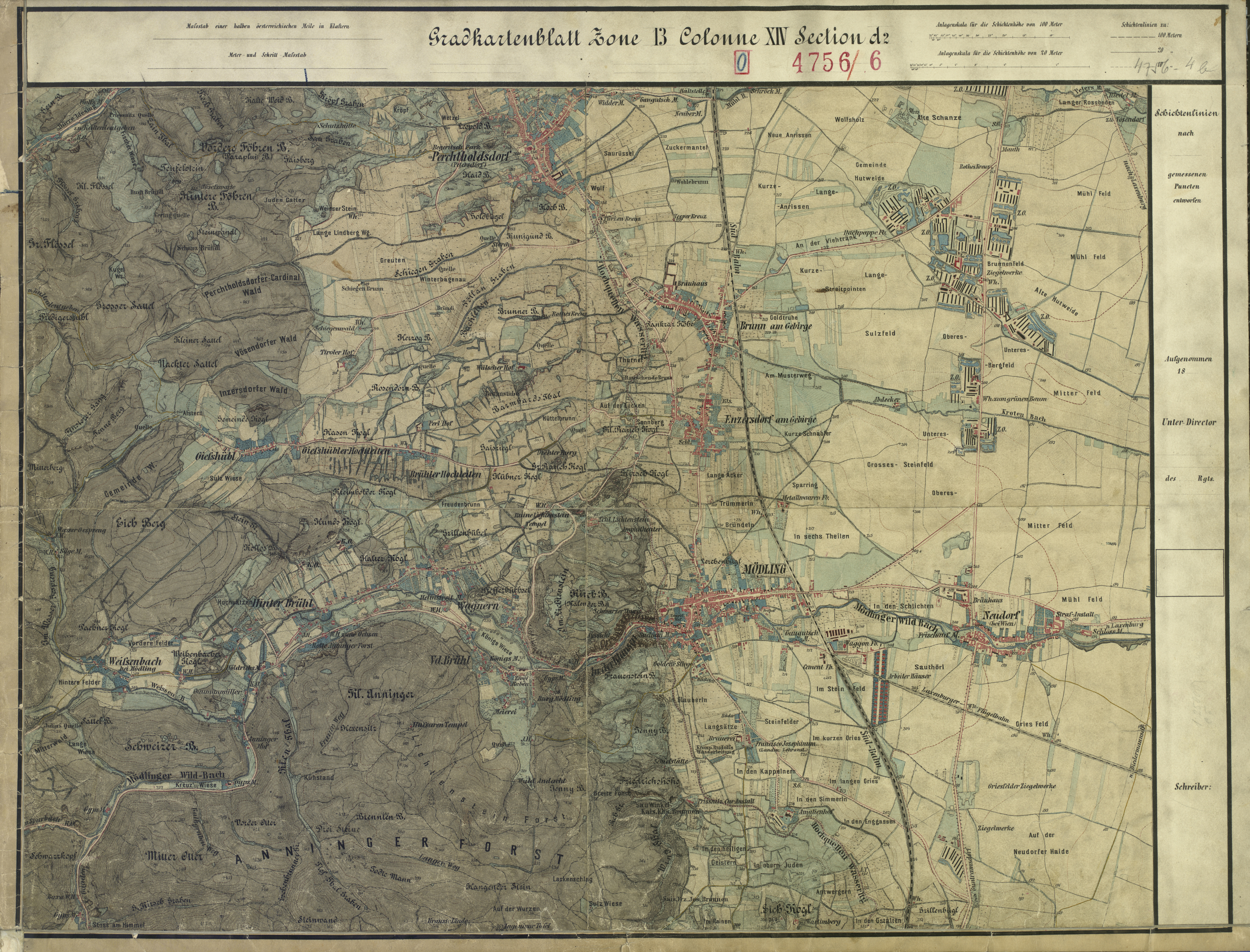
Burg und Schloss Liechtenstein (Bildmitte), andere künstliche Ruinen und historisierende Bauten bei Maria Enzersdorf und Mödling um 1872 (Aufnahmeblatt der Landesaufnahme)

Unter Fürst Johann I. von Liechtenstein wurde 1820–21 das südlich gegenüber der damals noch unrestaurierten Burg Liechtenstein stehende Schloss Liechtenstein als Sommerresidenz erbaut. Zuvor befand sich an dessen Stelle ein Gutshof, der 1683 zerstört und ab 1686 wieder aufgebaut wurde. Im 19. Jahrhundert entstand aus der Anlage ein mehrflügeliges Schloss.
In den Jahren 1808–1810 wurde mit Föhren aufgeforstet und für die damalige Zeit übliche künstliche Ruinen („Staffagebauten“) und Burgnachbauten errichtet, wodurch ein zusammenhängender erster Englischer Landschaftspark Österreichs vom Kalenderberg (od. auch Liechtenstein genannt) bis nach Sparbach (siehe Naturpark Sparbach) entstand und heute Teil des Naturpark Föhrenberge ist:

| Foto |                 | Baujahr     | Name                                                       | Standort                                                       | Beschreibung | Metadaten                                                                  |
| ---- | --------------- | ----------- | ---------------------------------------------------------- | -------------------------------------------------------------- | --- | -------------------------------------------------------------------------- |
| ja   | Datei hochladen |             | Köhlerhaus HERIS-ID: 108176                                | Naturpark Sparbach Standort                                    | | P84(Architekt): P131(Ort):Hinterbrühl Region-ISO:AT-3                      |
| ja   | Datei hochladen |             | Dianatempel HERIS-ID: 108174                               | Naturpark Sparbach Standort                                    | | P84(Architekt): P131(Ort):Hinterbrühl Region-ISO:AT-3                      |
| ja   | Datei hochladen | 1810/11     | Schwarzer Turm HERIS-ID: 101777 Objekt-ID: 118121          | Schwarzer Turm 1 Standort                                      | anstelle eines ehemaligen Wachturmes (urkundlich 1596) der Burg Mödling erbaut | P84(Architekt): P131(Ort):Mödling Region-ISO:AT-3                          |
| ja   | Datei hochladen | ca. 1818/19 | Pfefferbüchsel HERIS-ID: 109420 Objekt-ID: 127044          | Standort                                                       | Johannes- oder Pilgerkapelle (1818), eine künstliche Ruine einer mittelalterlichen Kapelle; zerstört während der Revolution 1848.                                                                                   | P84(Architekt): P131(Ort):Maria Enzersdorf Region-ISO:AT-3                 |
| ja   | Datei hochladen | um 1807     | Augengläser HERIS-ID: 101776 Objekt-ID: 118120             | Standort                                                       | eine Wand mit zwei Spitzbogenfensteröffnungen | P84(Architekt): P131(Ort):Mödling Region-ISO:AT-3                          |
| ja   | Datei hochladen | 1810/11     | Amphitheater (Kolosseum) HERIS-ID: 91648 Objekt-ID: 106455 | südöstlich der Burg Liechtenstein in Maria Enzersdorf Standort | als römische Ruine mit 16 Bögen mit massiven Pfeilern, kombiniert mit dorischen Säulen erbaut | P84(Architekt):Joseph Hardtmuth P131(Ort):Maria Enzersdorf Region-ISO:AT-3 |
| ja   | Datei hochladen |             | Ruine Rauchkogel                                           | Rauchkogel, Maria Enzersdorf Standort                          | ein Rundturm aus Bruchsteinmauerwerk | P84(Architekt): P131(Ort):Maria Enzersdorf Region-ISO:AT-3                 |
| ja   | Datei hochladen | um 1826     | Römerwand HERIS-ID: 69966 Objekt-ID: 83064                 | in Hinterbrühl auf dem Halterkogel Standort                    | Mauerfragment mit Bogenöffnungen | P84(Architekt): P131(Ort):Hinterbrühl Region-ISO:AT-3                      |
| ja   | Datei hochladen | 1813        | Husarentempel HERIS-ID: 72368 Objekt-ID: 85597             | auf dem kleinen Anninger Standort                              | Anmerkung: ursprünglich begonnen mit benachbartem Aussichtsturm mit Namen und Thema Trajanische Säule, sowie einem Wintergarten.                                                                                    | P84(Architekt):Joseph Kornhäusel P131(Ort):Mödling Region-ISO:AT-3         |
|      | Datei hochladen |             | Phönixburg (auch Zerstörte Troja)                          |                                                                | zerstört an Stelle einer angeblichen Burg Pfennigstein, ein Stück nördlich des Husarentempels auf dem Phönixberg, einem Ausleger des Kleinen Anningers. Heute steht ein Gipfelkreuz (Phönixkreuz) an dessen Stelle. | P84(Architekt): P131(Ort):                                                 |

Weitere Bauten:
- An der Mödlinger bzw. ehemaligen Fürstlich Lichtensteinischen Meierei wurde ebenfalls ein Neuer Pavillon und anschließend Schweizerhaus (die Mödlinger Brühl wurde auch „unterösterreichische Schweiz“ genannt), sowie der daneben liegende Föhrenhof und gegenüber gelegenes Jägerhaus erbaut. Im Neuen Pavillon empfing Fürst Liechtenstein Delegationen während des Wiener Kongresses. Die Meierei liegt oberhalb des ehemaligen historischen Gasthof Zu den Zwei Raben welcher die Elf Mödlinger Tänze bzw. Elf Wiener Tänze Beethovens inspirierte, und heute noch mit dessen Fassade aus liechtensteinischem Umbau zu sehen ist.[28]

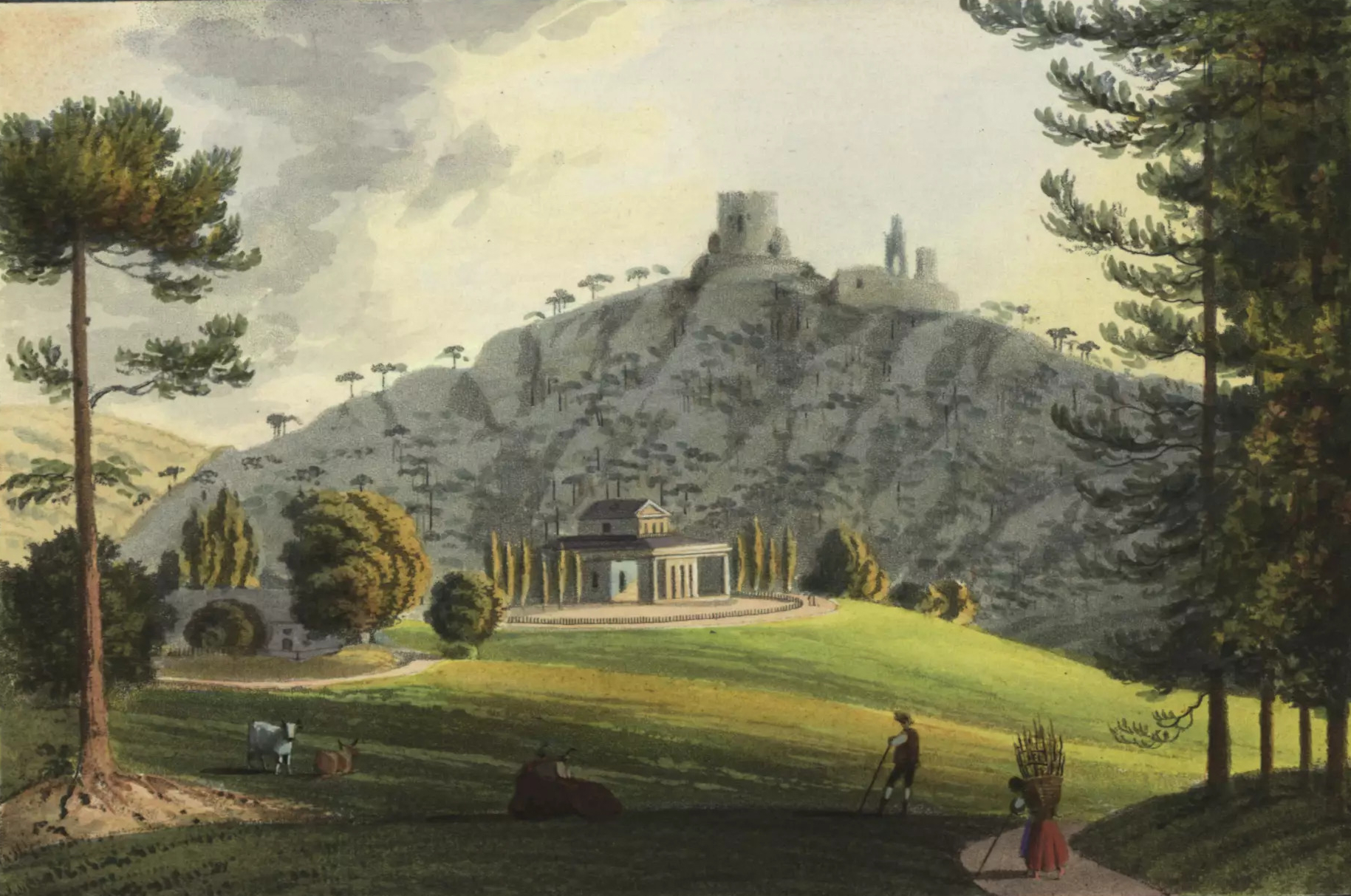
Die Burg Mödling und der neue Pavillon, um 1825 (Erscheinungsjahr)

- Eine Dichter-Burg Ruine am Großen Rauchkogel (heute ein schlossartiges Anwesen).
- Ein nicht mehr vorhandener Turm, „steinerner Tisch“ und Ruine auf östlich der Burg Liechtenstein vorgelagerten Erhebungen bis zum Hirschkogel.
- Urlaubskreuzkapelle, auf der Hinterbrühl-Seite unterhalb der Burg Liechtenstein, erbaut an Stelle dreier Kreuze, welche bereits im Mittelalter belegt waren, als früher Wegpunkt auf Pilger von Wien nach Mariazell.

Ähnliche landschaftliche Gestaltungen der Liechtensteiner:
- Das Weltkulturerbe Lednice-Valtice.
- Eine künstliche Ruine als Jagdraststätte im Weinviertel namens Ruine Hanselburg.
- Die Ruine Türkensturz bei Seebenstein.

## Rezeption

### Film
Die Burg Liechtenstein sowie auch die Burg Kreuzenstein und die Votivkirche in Wien waren Drehorte für die Verfilmung des historischen Romans von Ken Follett, der 1989 unter dem Titel The Pillars of the Earth erschien. Buch und Film spielen im 12. Jahrhundert in England. Der Bau einer riesigen gotischen Kathedrale im fiktiven Ort Kingsbridge steht im Mittelpunkt der Handlung. In der 2009 erschienenen Verfilmung des Romans standen unter anderem Donald Sutherland und Ian McShane vor der Kamera. Auch der Fortsetzungsteil Die Tore der Welt aus dem Jahr 2015 wurde teilweise auf Burg Liechtenstein gedreht.
Im Stummfilm Beethoven von Hans Otto Löwenstein aus dem Jahre 1927 erscheint die Burg mehrmals im Hintergrund bei Spaziergängen Beethovens. Für den Film Die drei Musketiere aus dem Jahr 1993 wurde neben der Burg Kreuzenstein, Wien und der Seegrotte Hinterbrühl auch die Burg Liechtenstein als Drehort verwendet.

### Sagen
Einer Sage zufolge soll es in hellen Vollmondnächten auf der Burg Liechtenstein lebendig geworden sein. Scheue Bergmännchen, die sich sonst tief im Inneren des Berges aufhielten, kamen in jenen Nächten aus dem Berg heraus und trieben allerlei Unfug. Eines Abends verirrte sich ein Mädchen, das beim Beerenlesen die Zeit vergessen hatte, auf die Burg und überraschte die scheuen Wesen. Die Männchen verschwanden beim Anblick des Mädchens blitzschnell im Inneren des Berges. Zurück blieb ein winselnder Hund der Bergmännchen. Nach dem ersten Schock wollte das Mädchen den Hund streicheln, dieser verwandelte sich jedoch in Stein. Johann I. von Liechtenstein ließ 1827 auf dem Hundskogel eine zwölfeckige Aussichtswarte errichten. Auf dieser befand sich ein auf einer Kugel sitzender Hund aus Stein. Nach dem Abbruch der Warte 1848 wurde der Hund nach Maria Enzersdorf gebracht, wo er heute noch mit blinden Augen den Wanderern entgegenstarrt.
Auch zur Namensherkunft der Burg gibt es drei Sagen:
Die eine besagt, dass der Burgherr von Arenstein mit seiner Nichte Anna von Wagau auf der Feste Enzersdorf bei Mödling lebte. Eines Abends erschien ein Burggeist als Zwerg und überreichte dem Burgherren einen leuchtenden Edelstein mit der Weisung, diesen an der höchsten Zinne des Bergfriedes einzubauen. Laut den Worten des Zwerges wird „bald Jubel in diesen Hallen sein.“ Schon wenige Tage später begehrte ein edler Ritter Einlass auf der Burg. Es war Otto von Liechtenstein aus der Steiermark. Dieser Ritter warb um Annas Gunst und die beiden heirateten schließlich. Mitten im Feste öffnete sich plötzlich die Saaltüre und ein Heer von Zwergen kam herein und spielte Musik und tanzte. Als sie wieder verschwanden, erlosch auch das Leuchten des Steins auf der Zinne, da ja der Herr des Hauses selbst der „lichte Stein“ war.
In einer anderen Sage wurde eines Tages beim Graben nach einem Schatz ein großer, leuchtender Stein gefunden. Dessen Funkeln war heller als das von Mond und Sternen, so hell wie das Licht der Sonne. Viele Menschen stritten sich um den Stein, bis ein reicher Mann ihn um eine große Summe kaufte. So kam der Finder zu großem Reichtum und errichtete über dem Fundort eine mächtige Burg und nannte sie „Liechtenstein“.

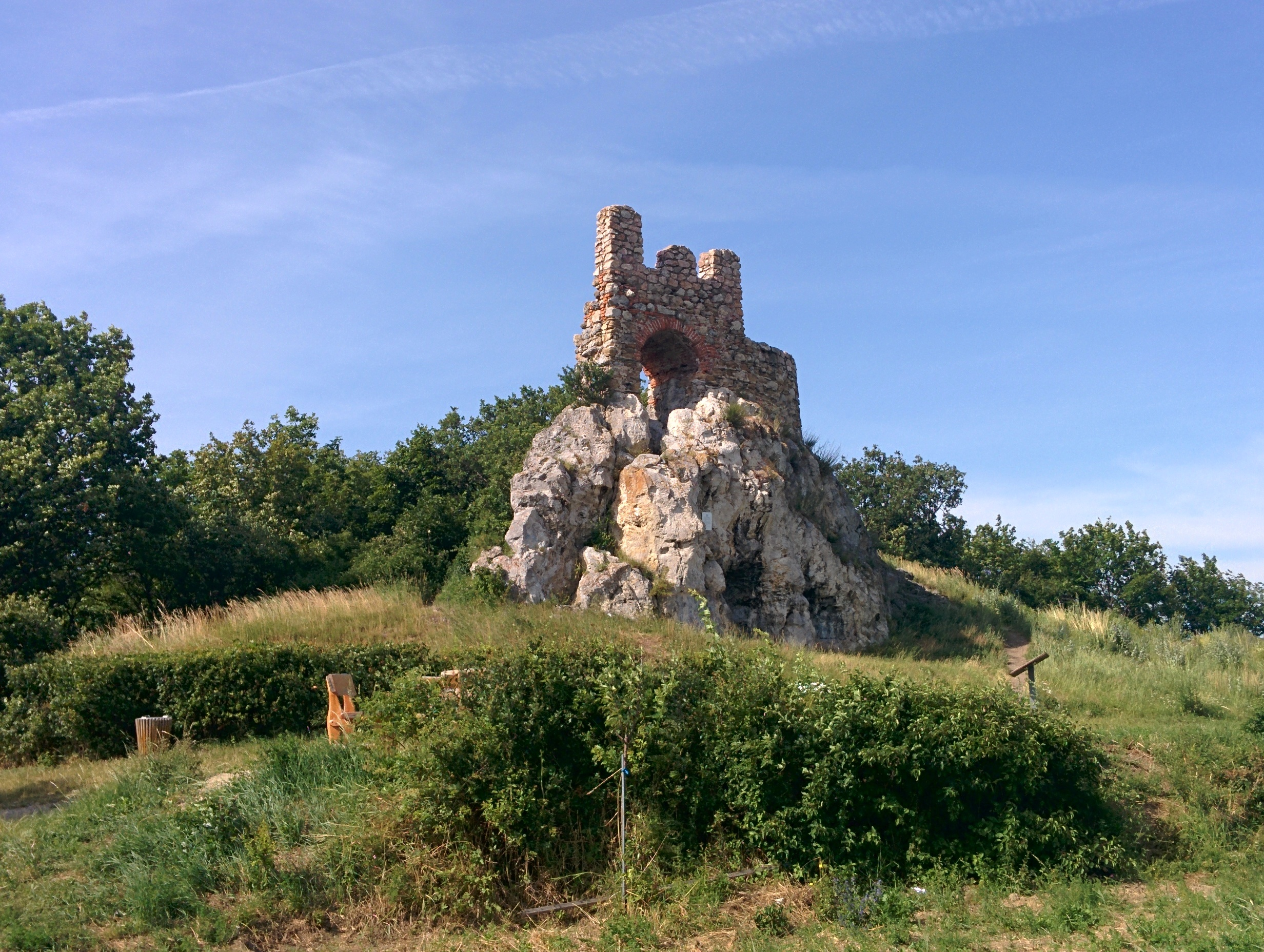
Künstliche Ruine aus dem 19. Jahrhundert auf dem Rauchkogel

Auch eine dritte Sage befasst sich mit der Entstehungsgeschichte der Burg Liechtenstein. In lang vergangener Zeit stand auf dem Rauchkogel eine Burg. Damals war Österreich mit Ungarn im Krieg. Deshalb befand sich unterhalb der Burg ein Lager. Einer der Ritter in dem Lager verstand sich mit der Tochter des Burgherren gut, dieser wollte aber nichts von der Liebe der beiden wissen. Aus diesem Grund trafen sich das Burgfräulein und der Ritter heimlich, wenn der Vater auf der Jagd war. Ein kleines Feuer am Auslug war ein Zeichen für den Ritter, dass er zur Burg hinaufgehen konnte. Eines Tages wurden die beiden jedoch von einer Bettlerin verraten und der Burgherr lauerte den beiden auf und warf den Ritter über die Mauer. Die Tochter des Burgherren wollte ihren Vater davon abhalten, kam dabei jedoch dem Feuer zu nahe und verbrannte in einem hellen Feuer. Auch der Rest der Burg entzündete sich durch das Feuer und es blieb lediglich eine schwarze Rauchsäule. Ein schwarzer Hund umschlich von da an die Brandruine und in der Nacht hörte man lautes Wimmern und Klagen. Der junge Ritter überlebte den Sturz jedoch und errichtete auf dem gegenüberliegenden Berg eine Burg. In ein Fenster, von dem man zum Rauchkogel blicken konnte, stellte er ein Kruzifix, vor dem Tag und Nacht Kerzen brannten. Seine Burg nannte er „Liechtenstein“. Mit seinem Tod hörte auch auf dem Rauchkogel der Spuk auf.